# Тракт (жанр)
Тракт, реже трактус (лат. tractus, от глагола trahere в значении «растягивать, вытягивать»; по др. этимологии от tractim — непрерывно, протяжно) — текстомузыкальная форма и жанр в богослужебном обиходе католической церкви. 

## Краткая характеристика
Тракт исполняется церковным певчим соло или небольшим ансамблем певчих. Входит в состав проприя мессы, где звучит вместо аллилуйи перед Евангелием в покаянные дни. Тексты тракта обычно заимствованы из Псалтири. Стихи псалмов («версы», от 2 до 14) в тракте поются один за другим, не прерываясь рефренами, свойственными респонсорным формам (этим обстоятельством «непрерывности» псалма часто объясняют и сам термин tractus). Тракт относится к песнопениям мелизматического типа: протяжённые распевы слогов отмечаются как внутри версов, так и в клаузулах. Для звуковысотной структуры (гармонии) тракта характерны только второй и восьмой церковные лады.
Тракт считается одним из древнейших проприальных распевов мессы; наиболее ранние сохранившиеся образцы тракта датируются IX веком (в старинных рукописях они иногда также именуются «градуалами»). Среди известных трактов — «Absolve Domine» (звучит в заупокойной службе), «Gaude Maria» (на мессе Блаженной Марии Девы), «De profundis» (в воскресенье на третью неделю перед Великим Постом), чрезвычайно протяжённые «Qui habitat» (в первое воскресенье Великого Поста, содержит 13 версов) и «Deus Deus meus» (в Вербное воскресенье, 14 версов).
Тракт нередко сравнивают (Петер Вагнер, Вилли Апель, Лео Трейтлер) с византийским каноном, где вслед за ирмосом, выполняющим функцию мелодико-ритмической модели, следуют тропари, перенимающие его ритм и общий мелодический рельеф, а главное — комплекс мелодических (интонационных) формул. Эта техника обмена мелодическими формулами в целом получила название центонизации.